# Parc des Princes
O Parc des Princes (em português, "Parque dos Príncipes"), é um estádio de propriedade da Prefeitura de Paris, localizado a oeste da capital da França. Inaugurado em 18 de julho de 1897, é predominantemente utilizado pelo clube Paris Saint-German, mas também abriga partidas de rugby.
Está localizado num enorme complexo de mesmo nome, o Parc des Princes, criado pelo Duque de Morny em 1860.

## História

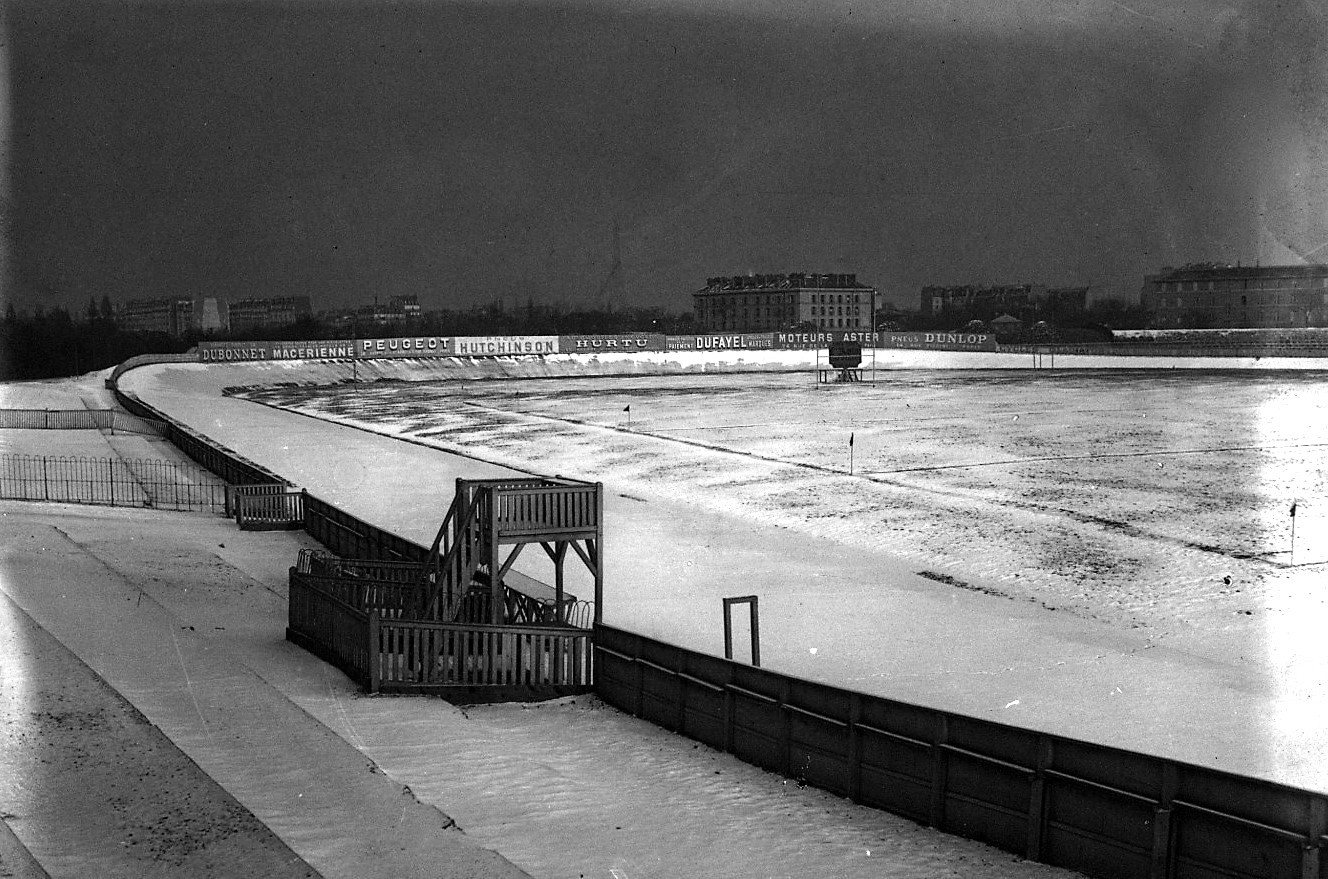
Parc des Princes em 1908.

O estádio foi construído em 1897 como um velódromo de ciclismo com o nome de Stade Vélodrome du Parc des Princes, foi utilizado como linha de chegada da Tour de France até 1967, foi o local do primeiro jogo da seleção francesa de futebol em 1905 com uma vitória sobre a Suíça por 1-0.

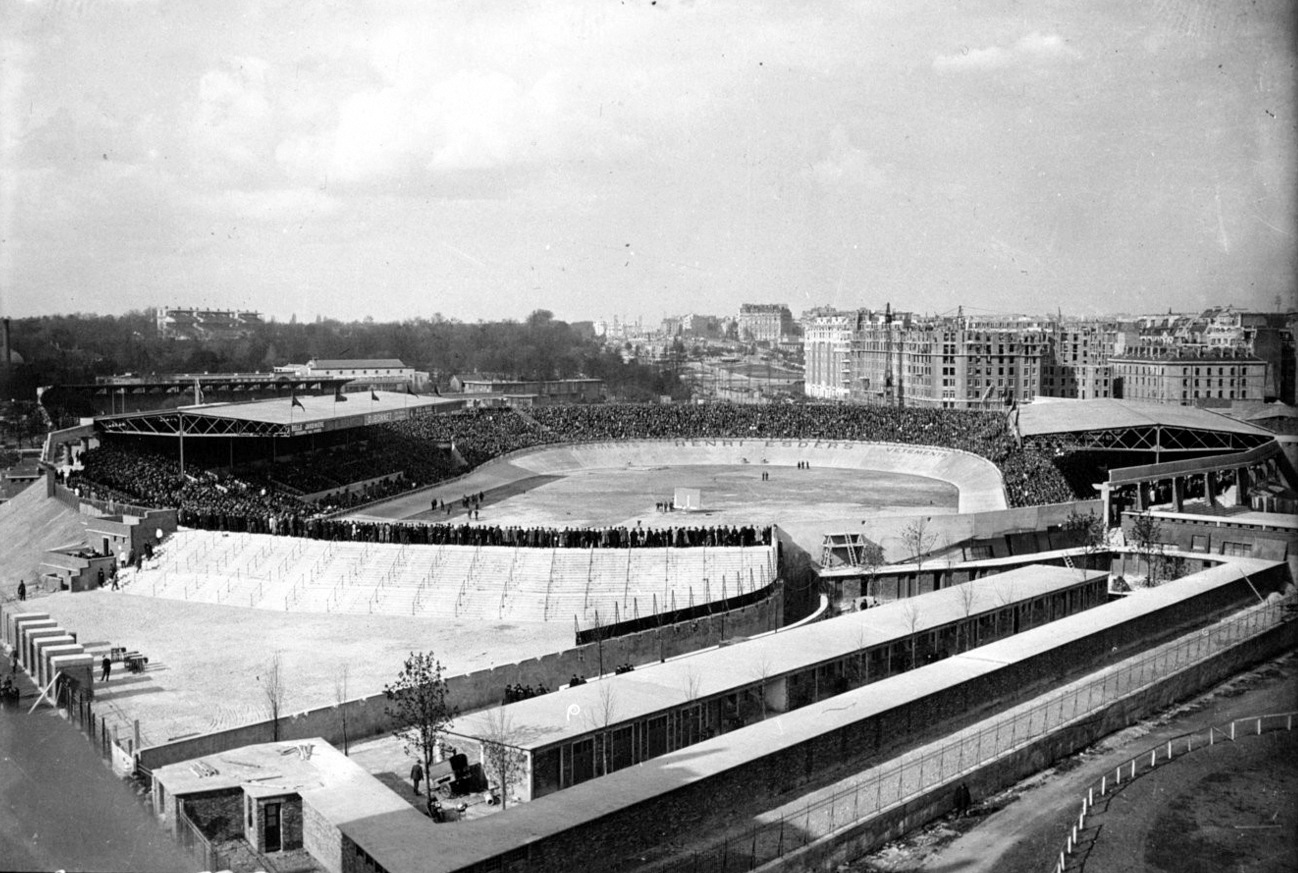
Parc des Princes em 1932.

A primeira ampliação veio em 1932 quando a capacidade aumentou para 45 mil espectadores, o estádio recebeu jogos da Copa do Mundo FIFA de 1938, em 13 de junho de 1956 recebeu a final da primeira edição da UEFA Champions League com a vitória do Real Madrid sobre o Stade de Reims por 4-3.
O terceiro estádio foi inaugurado em 25 de maio de 1972 em uma partida da seleção francesa contra a da União Soviética. O
Foi palco da final da Eurocopa de 1984, quando a França venceu a Espanha por 2 a 0.
O estádio também foi palco três finais da Liga dos Campeões da UEFA.
- 1956:  Real Madrid 4 - 3  Stade de Reims.
- 1975:  Bayern de Munique 2 - 0 Leeds United
- 1981:  Liverpool 1 - 0 Real Madrid

O estádio já sediou 9 jogos de Copa do Mundo. Três em 1938 e seis na Copa do Mundo de 1998, entre eles a disputa pelo 3º lugar, entre Croácia e Holanda.
Hospedou cinco jogos da Copa do Mundo de Rugby de 2007, incluindo a decisão do terceiro lugar.
Atualmente, há um projeto para ampliação do Parc des Princes, dos atuais 48.500 para 54.000 lugares sentados.

## Jogos importantes

### Copa do Mundo de 1938
- 4 de Junho: Oitavas de Final  Suíça 1 - 1  Alemanha
- 9 de Junho: Oitavas de Final  Suíça 4 - 2  Alemanha (Jogo Desempate)
- 16 de Junho: Semi-Final  Hungria 5 - 1  Suécia

### Copa da França de 1971-1972
- 4 de junho de 1972: Final Marseille 2-1 Bastia (reinauguração do estádio)

### Copa do Mundo de 1998
- 15 de Junho: Grupo F  Alemanha 2 - 0  Estados Unidos
- 19 de Junho: Grupo D  Nigéria 1 - 0  Bulgária
- 21 de Junho: Grupo H  Argentina 5 - 0  Jamaica
- 25 de Junho: Grupo E  Bélgica 1 - 1  Coreia do Sul
- 27 de Junho: Oitavas de Final  Brasil 4 - 1  Chile
- 11 de Julho: Decisão de 3º Lugar  Croácia 2 - 1  Países Baixos

### Eurocopa de 1984
- 12 de Junho de 1984: Grupo A  França 1 - 0  Dinamarca
- 20 de Junho de 1984: Grupo B  0 - 1  Espanha
- 27 de Junho de 1984: Final  França 2 - 0  Espanha

### Copa do Mundo de Rugby de 2007
- 9 de setembro de 2007: Grupo A  África do Sul 59 - 7  Samoa
- 19 de setembro de 2007: Grupo C  Itália 31 - 5  Portugal
- 28 de setembro de 2007: Grupo A  Inglaterra 36 - 20  Tonga
- 30 de setembro de 2007: Grupo D  Irlanda 15 - 30  Argentina
- 19 de outubro de 2007: Decisão de 3º Lugar  França 10 - 34  Argentina